# Bahnhof München-Schwabing
Der Bahnhof München-Schwabing war ein Güterbahnhof im Stadtteil Schwabing der bayerischen Landeshauptstadt München. Die Königlich Bayerischen Staatseisenbahnen nahmen den Bahnhof 1901 als Endpunkt einer Lokalbahn aus Moosach in Betrieb. 1909 ergänzten sie ihn um eine zweite Lokalbahn von Johanneskirchen über Freimann nach Schwabing. Durch zahlreiche Gleisanschlüsse erhielt er eine größere Bedeutung im lokalen Güterverkehr. Mit Schließung der meisten Gleisanschlüsse verlor der Bahnhof an Bedeutung und wurde 1987 aufgelassen.

## Lage
Der Bahnhof München-Schwabing befand sich im Norden Münchens im Stadtteil Schwabing. Westlich der Gleisanlagen verlief die Leopoldstraße, östlich die Berliner Straße, an der sich gegenüber dem Bahnhof das Ungererbad und der von 1913 bis 1970 betriebene Straßenbahnbetriebshof Soxhletstraße befanden. Im Süden endeten die Bahnhofsgleise an der Johann-Fichte-Straße. Von 1973 bis 1979 stand westlich des Bahnhofs zwischen den Gleisen und der Leopoldstraße das Einkaufszentrum Schwabylon. Am nördlichen Bahnhofskopf überquerte die Strecke die Schenkendorfstraße mittels einer Brücke. Die Gleisanlagen des Bahnhofs wurden durch den Nymphenburg-Biedersteiner Kanal unterquert.
München-Schwabing war Endpunkt von zwei eingleisigen, nicht elektrifizierten Nebenbahnen, die den Bahnhof, auf den letzten Kilometern parallel verlaufend, von Norden her erreichten: Bis 1939 lag er an Kilometer 8,890 der Strecke aus München-Moosach und an Kilometer 14,857 der Strecke aus Johanneskirchen. Mit dem Ausbau des Münchner Nordrings wurde die Strecke aus Johanneskirchen auf den Abschnitt Freimann–Schwabing reduziert und endete fortan in Schwabing bei Kilometer 3,554.

## Geschichte
Am 1. Oktober 1901 nahmen die Königlich Bayerischen Staatseisenbahnen eine eingleisige Lokalbahn von Moosach über Milbertshofen nach Schwabing in Betrieb, die ausschließlich dem Güterverkehr diente. Am Endpunkt der Strecke wurde der Bahnhof Schwabing eingerichtet, der neben dem gleichzeitig eröffneten Bahnhof Milbertshofen der erste größere Güterbahnhof im Münchner Norden war. In den folgenden Jahren entstand um den Bahnhof ein Industriegebiet, das durch Gleisanschlüsse erschlossen wurde. Am 4. März 1902 wurde die Lokomotiven- und Maschinenfabrik J.A. Maffei in der Hirschau über ein drei Kilometer langes Anschlussgleis mit dem Bahnhof Schwabing verbunden, wodurch es zu einem Anstieg des Güterverkehrs kam. Am 5. Juni 1909 eröffneten die Bayerischen Staatsbahnen eine weitere Lokalbahn vom Bahnhof München Ost über Johanneskirchen und Freimann zum Bahnhof Schwabing, die ebenfalls von Norden in den Bahnhof eingeführt wurde. Nördlich des Bahnhofs Schwabing entstand dabei ein Gleisdreieck mit der Bahnstrecke Moosach–Schwabing, wodurch der Münchner Nordring geschlossen und eine Umfahrung des Schwabinger Bahnhofs ermöglicht wurde.
1912 wurde ein Gleisanschluss zum westlich des Bahnhofs gelegenen Städtischen Elektrizitätswerk am Schwabinger Krankenhaus in Betrieb genommen. Nach der Zusammenführung von J. A. Maffei mit der Lokomotivfabrik Krauss & Comp. zu Krauss-Maffei wurde 1935 die Lokomotivfabrik in der Hirschau geschlossen, wodurch ein Teil des Güterverkehrs in Schwabing wegfiel. Im Zweiten Weltkrieg wurde die Gleisverbindung von Schwabing in Richtung Milbertshofen 1945 durch einen Luftangriff zerstört und daraufhin 1947 stillgelegt. Dadurch war der Bahnhof München-Schwabing nur noch über den Bahnhof Freimann erreichbar.
In den 1940er und 1950er Jahren wurden von Schwabing aus zwölf Gleisanschlüsse bedient, die zu einem großen Güteraufkommen führten. In den 1950er Jahren setzte die Deutsche Bundesbahn im Bahnhof Schwabing dafür ganztägig eine eigene Rangierdampflokomotive der Baureihe 54.15 ein, die bis 1953 im Bw München-Ludwigsfeld, später im Bw München Ost stationiert war. Ab den 1970er Jahren wurden zunehmend Industriebetriebe im Umfeld des Bahnhofs Schwabing geschlossen und Gleisanschlüsse stillgelegt, wodurch der Güterbahnhof stark an Bedeutung verlor. Am 29. Februar 1972 wurde der Gleisanschluss zum Städtischen Elektrizitätswerk aufgegeben. Zur Vereinfachung der Betriebsabläufe stellte die Deutsche Bundesbahn die Stichstrecke von Freimann nach Schwabing in den 1970er Jahren auf Zugleitbetrieb um.
Mit dem weiteren Rückgang des Güterverkehrs wurde der Betrieb am Bahnhof München-Schwabing bis 1980 größtenteils eingestellt und die Gleisanlagen 1982 zurückgebaut. Zuletzt wurde bis zum 31. Oktober 1987 nur noch ein Gleisanschluss zur Lagerhalle der Firma Hurler neben dem ehemaligen Gleis 8 bedient. Mit der Aufgabe dieses Gleisanschlusses legte die Deutsche Bundesbahn am 1. November 1987 den Bahnhof Schwabing und die Stichstrecke bis zum Kilometer 2,4 an der Brücke über die Schenkendorfstraße still. Im August 1988 wurden die Gleise abgebaut und 1990 die Eisenbahnbrücke über die Schenkendorfstraße abgebrochen. Die nördlich der Brücke gelegenen Gleisanschlüsse wurden zunächst weiterhin bedient. Zum 1. September 1995 legte die Deutsche Bahn schließlich den verbliebenen Streckenabschnitt vom Bahnhof Freimann bis zum Kilometer 2,4 still.
Auf dem ehemaligen Bahnhofsgelände entstanden nach dem Abbau der Gleise Ende der 1980er Jahre ein Wohngebiet an der dabei nach Westen verlegten Berliner Straße und der künstlich angelegte Schwabinger See. Auf der Trasse der Stichstrecke von Freimann nach Schwabing wurde von 2007 bis 2009 eine Straßenbahnstrecke errichtet, auf der die Straßenbahnlinie 23 verkehrt. Die Straßenbrücke der Domagkstraße über die ehemalige Bahnstrecke blieb dabei als Brücke über die Straßenbahnstrecke erhalten, an der Stelle der abgebrochenen Brücke über die Schenkendorfstraße entstand die neue Schenkendorfbrücke. Bis zum Abriss der Lagerhalle der ehemaligen Firma Hurler 2013 waren noch die ehemalige Laderampe und die unter einer Asphaltdecke liegenden Reste des Anschlussgleises als letzte Relikte des Schwabinger Güterbahnhofs vorhanden. Auf dieser Fläche entstand das neue Stadtquartier Schwabinger Tor.

## Aufbau

### Gleisanlagen und Gebäude
Der Endbahnhof verfügte über acht Bahnhofsgleise, die von Osten nach Westen durchnummeriert waren, sowie diverse Gleisanschlüsse. Gleis 8 diente als Hauptgleis, auf dem die Güterzüge ankamen bzw. abfuhren. Mit einer nutzbaren Länge von 677 Metern war Gleis 8 deutlich länger als die übrigen Bahnhofsgleise und mündete erst an der Brücke über die Schenkendorfstraße in das Streckengleis ein. Das dazu parallele Gleis 7 war als Umfahrgleis mit den Gleisen 6 und 8 verbunden. An Gleis 6 war eine Gleiswaage, ein Lademaß sowie eine Abfüllanlage der Firma Hurler vorhanden. Die Gleise 3 und 4 lagen an einem zwischen den beiden Gleisen gelegenen Ladehof, der mit einem Drehkran ausgestattet war. Östlich von Gleis 1 waren weitere Nebengleise vorhanden, von denen zwei zu einer 113 Meter langen Laderampe führten und eines als Abstellgleis diente. Die Nebengleise waren an das Zufahrtsgleis zu Gleis 1 und 2 angeschlossen.
Zwischen Gleis 1 und der Laderampe befand sich das 1901 errichtete Betriebsgebäude des Bahnhofs Schwabing mit Büroräumen und einer Ladehalle. In diesem war das Befehlsstellwerk des Bahnhofs untergebracht. Nördlich des Ladehofes stand das Wärterstellwerk. Zuletzt wurden alle Weichen des Bahnhofs handbetrieben vor Ort gestellt.

### Gleisanschlüsse
Der Schwabinger Güterbahnhof war für die Bedienung von bis zu zwölf Gleisanschlüssen zuständig, die an den Bahnhof und an die Verbindungsstrecke zum Nordring angebunden waren.
Am 4. März 1902 wurde ein drei Kilometer langes Anschlussgleis vom Bahnhof Schwabing bis zur Lokomotiven- und Maschinenfabrik J.A. Maffei in Betrieb genommen, das den bisher mit Pferdefuhrwerken durchgeführten Lokomotivtransport übernahm. Das Anschlussgleis verlief vom Nordkopf des Bahnhofs Schwabing in Richtung Osten, kreuzte die Straßenbahnlinie 6 auf der Ungererstraße höhengleich und führte durch den Englischen Garten zum Werksgelände in der Hirschau. Nach der Schließung der Lokomotivfabrik 1935 blieb das Gleis zunächst erhalten und wurde erst in den Jahren 1949 und 1950 abgebaut. Ein kleiner Rest des Gleises am Bahnhof Schwabing diente weiterhin als Gleisanschluss zur Firma Max Noack. Von diesem zweigte noch im Bahnhofsbereich ein weiterer Gleisanschluss zum Steinlager des Städtischen Tiefbauamtes ab. Auf der ehemaligen Gleistrasse im Englischen Garten verläuft heute der Ernst-Penzoldt-Weg.
1912 wurde ein 800 Meter langes Anschlussgleis zum Schwabinger Krankenhaus errichtet. Es diente dem Transport von Kohle zum Städtischen Elektrizitätswerk, das unter anderem das Schwabinger Krankenhaus mit Energie versorgte. Das Gleis war an Gleis 8 des Bahnhofs Schwabing angebunden, überquerte die Leopoldstraße und führte entlang der Heckscherstraße in Richtung Westen bis zum Krankenhaus. Auf dem Gleisanschluss kam eine 1912 von Krauß & Comp. gebaute Dampfspeicherlokomotive mit der Achsfolge D-fl zum Einsatz, die ihren Dampf direkt vom Elektrizitätswerk bezog. Am 29. Februar 1972 wurde der Gleisanschluss stillgelegt. An das Anschlussgleis waren an der Westseite des Bahnhofs Schwabing weitere Gleisanschlüsse angebunden.
Im südlichen Bahnhofsbereich zweigte von Gleis 8 ein 125 Meter langes Anschlussgleis zur an der Leopoldstraße gelegenen Lagerhalle der Firma Hurler ab, das parallel zu Gleis 8 verlief. Nach dem Abbau der übrigen Bahnhofsanlagen bis 1982 blieb dieses Gleis noch bis 31. Oktober 1987 in Betrieb, die letzten Gleisfragmente wurden 2013 entfernt.
Nördlich des Bahnhofs Schwabing waren weitere Gleisanschlüsse an das Streckengleis angebunden, die verschiedene Industriebetriebe sowie die Funkkaserne anschlossen.